# Kamionka (gmina Mickuny)
Kamionka (lit. Akmenynė) – wieś na Litwie, w okręgu wileńskim, w rejonie wileńskim, w gminie Mickuny, przy trakcie Batorego (drodze krajowej nr 103) i Wilejskim Rezerwacie Hydrograficznym.
Współcześnie w skład miejscowości wchodzi także dawny zaścianek Zielony Gaj.

## Historia
W dwudziestoleciu międzywojennym folwark leżący w Polsce, w województwie wileńskim, w powiecie wileńsko-trockim, w gminie Mickuny. W 1931 miejscowości liczyły:
- Kamionka – 15 mieszkańców, zamieszkałych w 2 budynkach,
- Zielony Gaj – 11 mieszkańców, zamieszkałych w 2 budynkach[1].

Po II wojnie światowej w granicach Związku Sowieckiego. Od 1991 na niepodległej Litwie.